# Riacho Olho d'Água
Riacho Olho d'Água är ett periodiskt vattendrag i Brasilien.   Det ligger i delstaten Piauí, i den östra delen av landet, 1 300 km norr om huvudstaden Brasília.
Omgivningarna runt Riacho Olho d'Água är huvudsakligen savann. Runt Riacho Olho d'Água är det ganska tätbefolkat, med 166 invånare per kvadratkilometer.